# Planisfério celeste

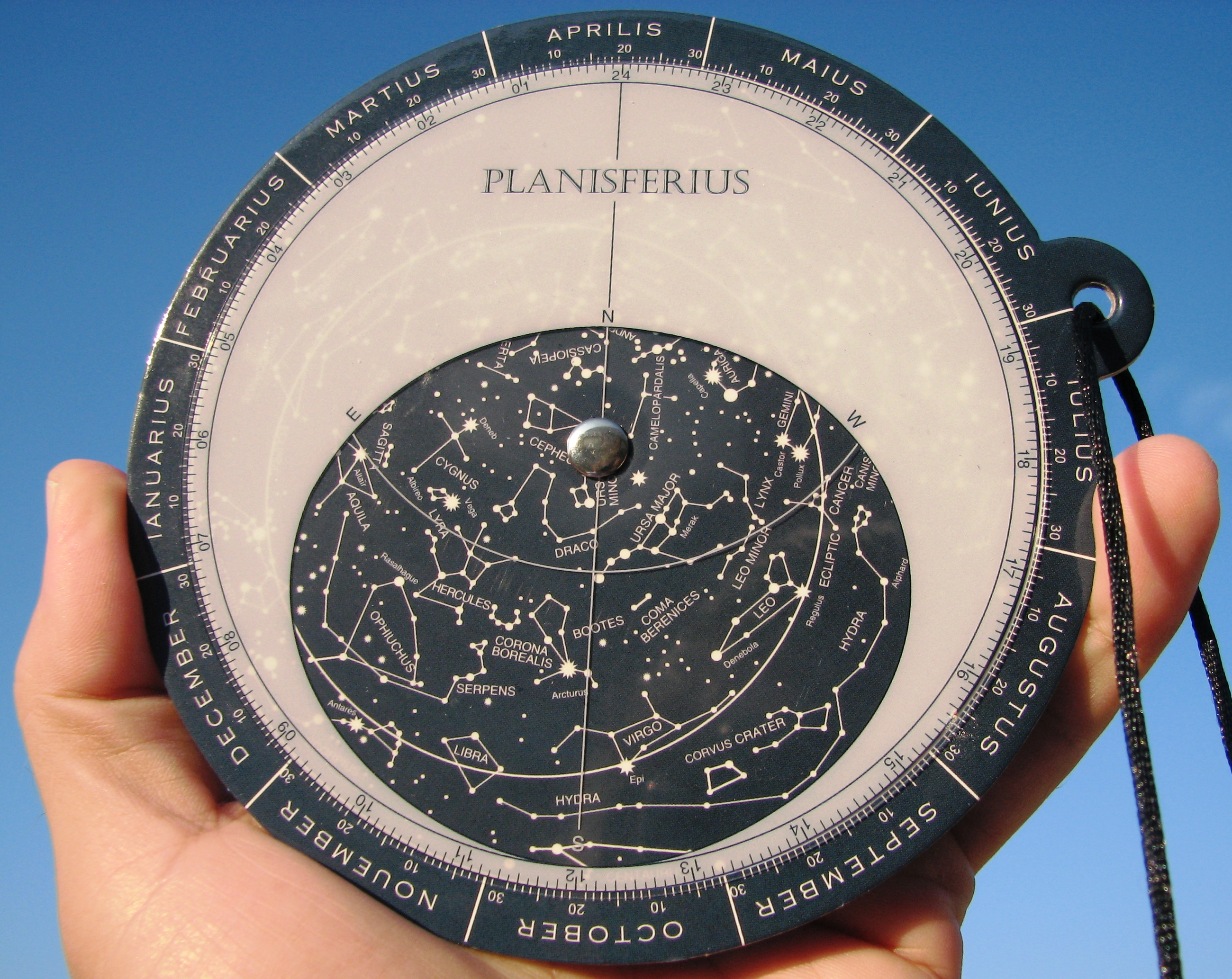
Um planisfério celeste.

Em astronomia, planisfério celeste, ou simplesmente planisfério é um instrumento de computação analógico de carta celeste na forma de dois discos ajustáveis que giram sobre um eixo. Ele pode ser ajustado para exibir as estrelas visíveis para qualquer data e hora. É um instrumento para auxiliar na aprendizagem de como reconhecer as estrelas e constelações. O astrolábio, um instrumento que tem sua origem na astronomia Helenística, é um antecessor do planisfério celeste moderno.
O termo planisfério celeste contrasta com a esfera armilar, onde a esfera celeste é representada por uma estrutura de anéis tridimensional.

## Descrição
Um planisfério celeste consiste de uma carta celeste circular anexada em seu centro a uma cobertura circular e opaca que tem uma janela ou buraco elíptico de forma que apenas uma parte do mapa do céu vai ser visível na janela ou área do furo a qualquer momento. A carta celeste e a cobertura são montados de modo que eles são livres para girar sobre um ponto de articulação comum em seus centros. A carta celeste contém as estrelas mais brilhantes, constelações e (possivelmente) objetos de céu profundo visíveis a partir de uma determinada latitude na Terra. O céu a noite que se vê da Terra depende se o observador estiver no hemisfério norte ou sul e a latitude. Uma janela no planisfério é projetada para uma determinada latitude e deve ser precisa o suficiente para uma determinada faixa de cada lado. Fabricantes de planisférios costumam oferecê-las em um número de versões para diferentes latitudes. Os planisférios celestes mostram apenas as estrelas visíveis a partir da latitude do observador; estrelas abaixo do horizonte não estão incluídas.
Um ciclo completo de vinte e quatro horas é marcado sobre a borda da cobertura. Um total de doze meses do calendário são marcados na borda da carta celeste. A janela é marcada para mostrar a direção dos horizontes oriental e ocidental. O disco e a cobertura são ajustados de modo que a hora do dia local do observador na cobertura corresponde àquela data no disco da carta celeste. A parte da carta celeste visível na janela representa (com uma distorção, porque é uma superfície plana que representa um volume esférico) a distribuição de estrelas no céu naquele momento para o local no planisfério. Usuários seguram o planisfério celeste acima de sua cabeça com os horizontes oriental e ocidental alinhados corretamente para fazer a carta coincidir com as posições reais das estrelas.

## História

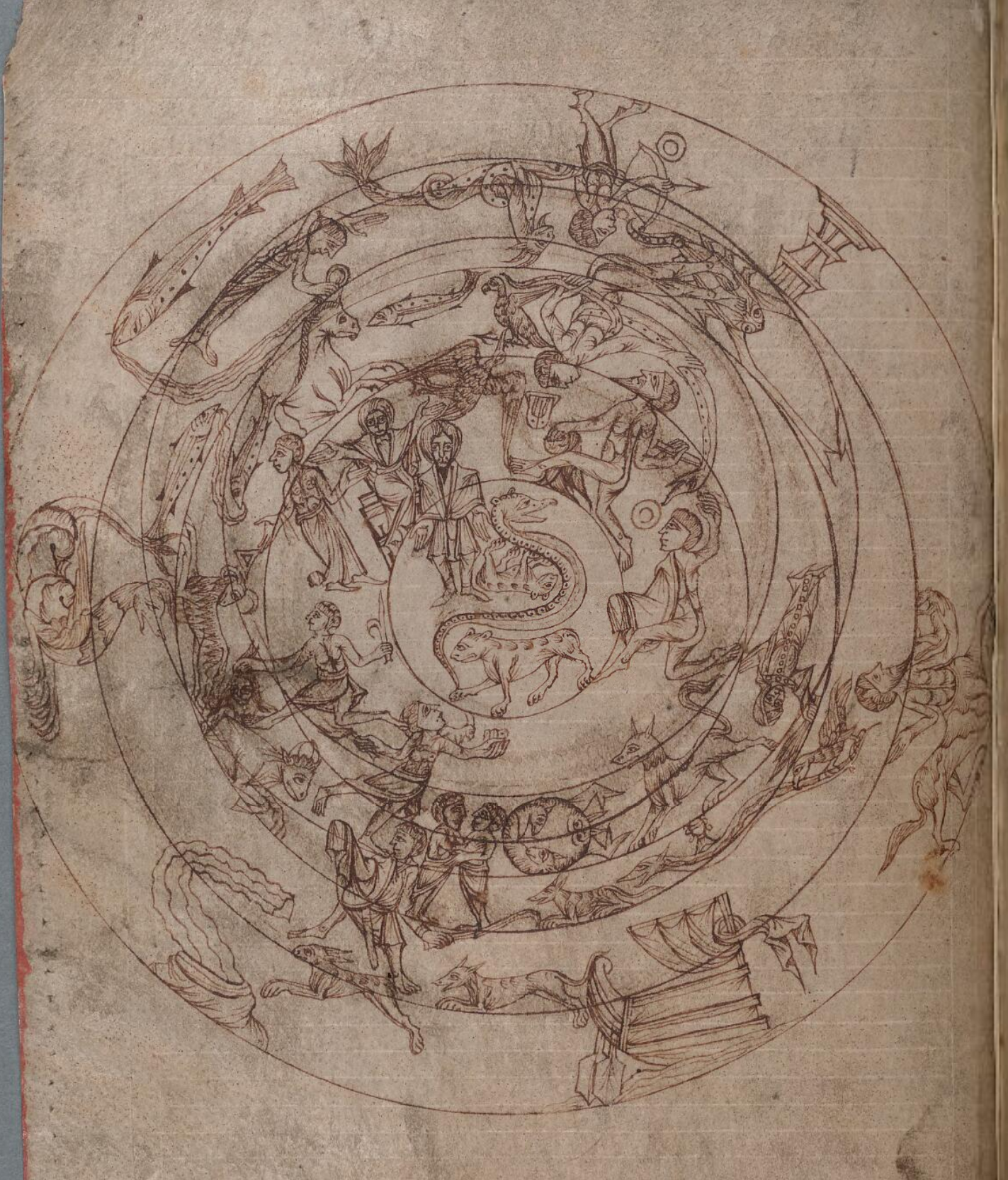
Planisfério celeste medieval,c.1000. NLW MS 735C

A palavra planisfério (latim planisphaerium) foi originalmente utilizado no segundo século por Ptolomeu para descrever a representação de uma Terra esférica por um mapa desenhado no plano.
Esse uso continuou no Renascimento: por exemplo Gerardus Mercator descreveu em seu mapa de 1569 como um planisfério celeste.